# Ургенч
Ургенч (на узбекски: Urganch или Урганч) е град в северен Узбекистан, административен център на Хорезъмска област. Населението е около 139 100 души (1999 година).
Градът е разположен на южния бряг на река Амударя и канала Шават. Ургенч е разположен на 450 km западно от Бухара през пустинята Къзълкум и има летище. Развитието му като град започва през XIX век и не бива да се бърка със Стари Ургенч, отстоящ на 165 км в северозападна посока в днешен Туркменистан.